# Stenocercus sinesaccus
Stenocercus sinesaccus — вид ігуаноподібних ящірок родини Tropiduridae. Ендемік Бразилії.

## Поширення і екологія
Stenocercus sinesaccus мешкають на південному заході Бразилії, в штатах Гояс, Рондонія і Мату-Гросу. Вони живуть в сухих тропічних лісах і саванах серрадо.